# La Poupée (single)
Pour les articles homonymes, voir La Poupée.
 (février 2014).
Si vous disposez d'ouvrages ou d'articles de référence ou si vous connaissez des sites web de qualité traitant du thème abordé ici, merci de compléter l'article en donnant les références utiles à sa vérifiabilité et en les liant à la section « Notes et références ».
Singles de Christophe Maé
Je veux du bonheur
(2013) Ma Douleur Ma Peine
(2014)
La Poupée est un single de Christophe Maé sorti le 11 septembre 2013, extrait de l'album Je veux du bonheur. Cela parle d'une SDF que Christophe Maé voyait en bas de sa propriété à Paris qui un jour disparaît.